# プライマル (コンサルティング企業)
プライマルは、新規事業に特化したコンサルティングファーム。2000年にソフトバンクグループ51％、三菱商事49％出資によって設立されたユーフォリンク株式会社のビジネスインキュベーション部門のスピンアウトとして設立された
。